# Расизм в Китае
Расизм в Китае — проявление расизма жителями или властями Китая по отношению к представителям других рас или этнических групп. Расизм в Китае берёт свои корни из китайской истории, национализма, китаизации и других факторов. Расизм в современном Китае был задокументирован во многих ситуациях. Этническая напряжённость, вызванная им, привела к таким инцидентам в стране, как конфликт в Синьцзяне, продолжающееся интернирование и государственное преследование уйгуров и других этнических меньшинств, тибетские языковые протесты 2010 года, протесты во Внутренней Монголии в 2020 году, антизападные настроения в Китае и дискриминация африканцев и лиц африканского происхождения со стороны некоторых китайцев.

## Демографический фон
Китай — в значительной степени однородное общество; более 90 % его населения исторически составляли ханьцы. Некоторые этнические группы страны отличаются внешним видом, культурой и менталитетом, чему, в том числе, способствовал относительно низкий уровень смешанных браков. Другие подверглись китаизации и стали похожи на ханьцев. Всё больше представителей этнических меньшинств свободно владеет севернокитайским языком. Дети иногда получают статус этнического меньшинства при рождении, если один из их родителей принадлежит к этническому меньшинству, даже если их предки преимущественно ханьцы. В некоторых городах существуют очаги иммигрантов и резидентов-иностранцев.

## История

### Резня Цзе
Некоторые этнические конфликты носили насильственный характер. Во время войны Жань Вэя против Поздней Чжао 350 года китайский лидер Жань Минь убил некитайца У Ху в отместку за жестокое обращение с китайским населением; особенно пострадали сюннусцы. В период между 350 и 352 годами, во время войны Вэй-Цзе, генерал Жань Минь приказал полностью истребить сюннусцев, которых легко можно было узнать по высоким носам и пышным бородам, что привело к большому количеству убитых. По некоторым данным, более 200 000 из них были убиты.

### Династия Тан
Во время резни в Янчжоу (760) войска под командованием Тянь Шэнгуна вырезали арабских и персидских купцов. Армия мятежника Хуан Чао убила около 120 000 торговцев-мусульман, евреев, христиан и парсов во время резни в Гуанчжоу, когда он захватил префектуру Гуан.

### Династия Юань

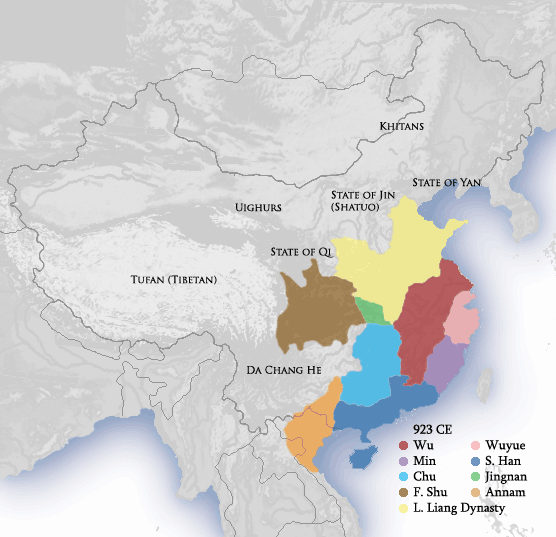
Эпоха пяти династий и десяти царств.

Несмотря на формальное высокое положение мусульман, монголы-юань дискриминировали их: ограничивали халяльный убой и другие исламские обычаи, такие как обрезание (и кошерное забивание для евреев). Чингисхан называл мусульман «рабами». В XIV веке мусульманские генералы в конце концов присоединились к ханьцам в их восстании против монголов. У основателя династии Мин Чжу Юаньчжана были мусульманские генералы (включая Лань Юя), которые помогли ему победить монголов. В том же XIV веке мусульмане из касты сэму приняли участие в восстании Испа против династии Юань, которое было подавлено, а многие мусульмане убиты солдатами военачальника монголов-юань Чэнь Юдина

### Династия Цин
Восстание уйгуров-мусульман Учтурфана в 1765 году против маньчжур произошло после того, как несколько уйгурок были изнасилованы сыном и слугами маньчжурского чиновника Су-чэна. Говорили, что мусульмане Учтурфана давно «хотели спать на шкурах [Су-чэна и его сына] и есть их плоть» из-за притеснений с их стороны. В ответ маньчжурский император приказал уничтожить город уйгурских повстанцев, уйгуры-мужчины были убиты, а их детей и женщин обратили в рабство. Маньчжурские солдаты и чиновники своим поведением, в том числе, изнасилованиями уйгурских женщин, вызвали массовую ненависть и гнев уйгурских мусульман к маньчжурскому правлению. Восстанию Джахангир-ходжи предшествовал другой инцидент, когда маньчжурский чиновник Бинцзин изнасиловал мусульманку в Кокане. Власти империи Цин стремились скрывать факты изнасилования уйгурских женщин маньчжурами, чтобы не провоцировать население.
Восстание Ду Вэньсю, продолжавшееся 17 лет, спровоцировал маньчжурский чиновник Циншэн, устроив в Куньмине массовую бойню ханьцев и хуэй, жертвами которой стали более 2000 человек, а затем организовав кровавую расправу над мусульманами.
Конфликты между мусульманскими сектами и этническими группами, тибетцами и ханьцами наблюдались в конце XIX века недалеко от Цинхая. Согласно восьмому тому «Энциклопедия религии и этики», восстания китайцев-мусульман (хуэй) были вызваны расовым антагонизмом и классовой борьбой.
Широко распространённое насилие против маньчжуров со стороны ханьских повстанцев наблюдалось во время Синьхайской революции, особенно в Сиане (где было убито 20 000 жителей маньчжурского квартала) и Ухане (где было убито 10 000 маньчжур).
Китайцы-мусульмане разделились в своей поддержке Синьхайской революции 1911 года. Мусульмане-хуэй из Шэньси поддержали ханьских революционеров, приняв участие в резне маньчжурского населения Сианя, а мусульмане-хуэй из Ганьсу во главе с генералом Ма Анляном встали на сторону властей империи Цин.

### Китайская Республика (XX век)
Этнические проблемы вновь проявились в конце правления династии Цин, в начале XX века, о чём свидетельствуют слова уйгурского лидера Сабита Дамуллы Абдулбаки о ханьцах и дунганах (хуэй):
Дунгане враги нашего народа больше, чем ханьцы. Сегодня наш народ уже свободен от гнета ханьцев, но всё ещё продолжает находиться под порабощением дунган […] Желтые ханьцы не имеют ни малейшего отношения к Восточному Туркестану. Чёрные дунганы также не имеют этой связи. Восточный Туркестан принадлежит народу Восточного Туркестана […] Отныне нам не нужно употреблять язык иноземцев, их имена, их обычаи, привычки, взгляды, письменность и так далее. Мы также должны […] гнать чужеземцев из наших пределов навсегда. Жёлтый и чёрный цвета — грязные. Они слишком долго загрязняли нашу землю. Так что теперь совершенно необходимо очистить эту грязь. Срази жёлтых и чёрных варваров! Да здравствует Восточный Туркестан!
В американской телеграмме сообщалось, что уйгурские группы в некоторых частях Синьцзяна требовали изгнания русских и ханьцев из Синьцзяна во время Илийского восстания. Сообщалось, что уйгуры провозглашали: «Мы освободились от жёлтых людей, теперь мы должны уничтожить белых». Согласно телеграмме, «часты серьёзные нападения туземцев на представителей других рас. Белые русские в страхе перед восстанием».

## Современный Китай
Расистские инциденты продолжают происходить в современном Китае, вызывая споры, поскольку китайские правительственные источники отрицают или преуменьшают их существование. Учёные отмечают, что власти Китайской Народной Республики через подконтрольные им СМИ изображают расизм как явление в значительной степени присущее западному обществу, что привело к непризнанию расизма в их собственном обществе. Конституция Китайской Народной Республики гласит, что дискриминация и угнетение любой этнической группы запрещены. Напротив, Комитет ООН по ликвидации расовой дискриминации сообщил в августе 2018 года, что в китайском законодательстве отсутствует надлежащее определение «расовой дискриминации» и отсутствует закон о борьбе с расовой дискриминацией, соответствующий Парижским принципам.
Несмотря на риторику о равенстве между официально признанными в Китае 56 этническими группами, в ноябре 2012 года новоизбранный Генеральный секретарь ЦК КПК Си Цзиньпин обнародовал свою модель «китайской мечты», которая была раскритикована учёными и СМИ как ханьско-ориентированная.
В мае 2012 года в Пекине началась 100-дневная кампания против нелегальных иностранцев, вызванная, в том числе, тем, что жители Пекина опасались иностранных граждан из-за недавних преступлений. Ведущий Центрального телевидения Китая Ян Жуй неоднозначно заявил, что из столицы следует вычистить «иностранный мусор». В опросе Gallup International 2016 года примерно 30 % респондентов из Китая и 53 % респондентов из Гонконга согласились с тем, что одни расы превосходят другие.

### Антияпонские настроения
Антияпонские настроения в первую очередь базируются на памяти о войне Японии против Китая 1937—1945 годов и военных преступлений Японии, совершенных во время этой войны. Ревизионизм учебников истории в Японии и отрицание (или обеление) японскими ультраправыми таких событий, как Нанкинская резня, продолжают разжигать антияпонские настроения в Китае. Утверждается, что антияпонские настроения также частично являются результатом политических манипуляций со стороны Коммунистической партии Китая (КПК), однако в апреле 2005 года посол Китая в Японии Ван И заявил, что китайское правительство не потворствует таким настроениям.

### Антиманьчжурские настроения
Маньчжуры были сильно китаизированы за время империи Цин и особенно в период Китайской Республики, но часто всё ещё подвергаются нападкам со стороны многих ханьских китайцев из-за исторических проблем маньчжурского владычества в Китае, таких как политика принуждения к сбриванию волос и к переодеванию, расизм династии Цин, медленная модернизация, а также унижение Китая со стороны держав Запада и Японии.

### Антимусульманские настроения
Недавние исследования утверждают, что исторические конфликты между ханьцами и мусульманами, такие как Дунганское восстание в Шэньси и Ганьсу, использовались некоторыми ханьскими националистами для узаконивания и разжигания антимусульманских настроений в современном Китае. Ученые и исследователи также утверждали, что западная исламофобия и «война с террором» способствовали распространению антимусульманских настроений в Китае. Недавние исследования показали, что китайские СМИ освещают мусульман и ислам в целом негативно, изображая мусульман опасными и склонными к терроризму или как получателей непропорциональной помощи от правительства. Исследования также показали, что китайское киберпространство содержит много антимусульманской риторики и что китайцы-немусульмане в значительной мере негативно относятся к мусульманам и исламу. Сообщалось о дискриминации мусульман и китаизации мечетей.
Ближневосточная молодёжь в Китае, опрошенная Институтом Ближнего Востока в 2018 году, в целом не сталкивалась с дискриминацией. Однако гражданин Йемена сказал, что некоторые китайцы негативно отнеслись к нему, когда узнали, что он мусульманин, но с этим ему удалось справиться со временем, особенно после того, как он подружился с китайцами.

## Геноцид уйгуров
С 2014 года Коммунистическая партия Китая проводит политику, в результате которой более миллиона мусульман (большинство из них уйгуры) без какого-либо судебного разбирательства содержатся в секретных лагерях для так называемого «перевоспитания». Критики этой политики охарактеризовали её как китаизацию Синьцзяна и назвали этноцидом или культурным геноцидом . Многие активисты, НПО, эксперты по правам человека, официальные лица и правительство США называют это геноцидом. До 2018 года правительство КНР не признавало существование лагерей перевоспитания и называло их «центрами профессионального образования и обучения». В 2019 году это название было изменено на «центры профессионального обучения». С 2018 по 2019 год размеры лагерей увеличились втрое, несмотря на заявления китайского правительства об освобождении большинства заключённых. Посол Китая в США Цуй Тянькай заявил, что обвинения в геноциде, выдвинутые президентом США Джо Байденом и госсекретарем Энтони Блинкеном, «не соответствуют действительности».
Имеются многочисленные сообщения о принудительных абортах, контрацепции и стерилизации. NPR сообщает, что 37-летняя беременная женщина из Синьцзяна рассказала, что пыталась отказаться от китайского гражданства, чтобы жить в Казахстане, но от неё потребовали вернуться в Китай, чтобы завершить процесс отказа от гражданства. Она утверждает, что после возвращения у неё и двух её детей изъяли паспорта, а саму женщину принудили сделать аборт, угрожая отправить её брата в лагерь перевоспитания. Уйгурка Зумрат Двут, утверждала, что её насильно стерилизовали путем перевязки маточных труб во время пребывания в лагере, прежде чем муж смог вызволить её с помощью пакистанских дипломатов. Региональное правительство Синьцзяна отрицает, что женщина была подвергнута принудительной стерилизации. Associated Press сообщает, что в Синьцзяне существует «широко распространённая и систематическая» практика принуждения уйгурских женщин к приему противозачаточных препаратов, и многие женщины заявили, что их заставляли вставлять противозачаточные имплантаты. Heritage Foundation сообщил, что чиновники заставляли уйгурских женщин принимать неизвестные лекарства и пить какую-то белую жидкость, от чего они теряли сознание, а иногда у них и вовсе прекращалась менструация.
Тахир Хамут, уйгур-мусульманин, был в трудовом лагере в начальной школе, когда ещё был ребёнком, а позже, будучи взрослым, работал в лагере перевоспитания, выполняя такие работы, как сбор хлопка, разгребание гравия и изготовление кирпичей. «Каждый принуждается к любым видам каторжных работ или наказанию», — рассказывал он. «Тот, кто не может выполнять свои обязанности, будет избит».
Начиная с 2018 года более миллиона китайских государственных служащих были насильственно подселены в дома уйгурских семей, чтобы отслеживать и оценивать сопротивление ассимиляции, а также следить за неодобряемыми религиозными или культурными обычаями. Эти государственные служащие были обучены называть себя «родственниками», и китайские государственные СМИ описывали их как ключевую часть укрепления «этнического единства».
В марте 2020 года стало известно, что правительство Китая принуждает уйгуров работать в трудовых лагерях. Согласно отчёту, опубликованному тогда Австралийским институтом стратегической политики (ASPI), не менее 80 000 уйгуров были насильственно вывезены из Синьцзяна и использованы для принудительного труда как минимум на двадцати семи предприятиях.

## Геноцид тибетцев
Этнические ханьцы неоднократно проявляли антитибетские настроения. С момента своего создания Коммунистическая партия Китая (КПК), правящая КНР (включая Тибет) с момента создания, распространяла исторические документы, изображающие тибетскую культуру как варварскую, чтобы оправдать контроль Пекина над территорией Тибета. Эта позиция широко поддерживается ханьскими националистами. Таким образом, многие китайцы негативно относятся к Тибету и тибетцам, что можно интерпретировать как расизм. Традиционная точка зрения заключается в том, что Тибет исторически был феодальным обществом со всеми присущими ему недостатками, в том числе, крепостным правом/рабством, и положение дел изменилось к лучшему благодаря китайскому влиянию в регионе.
Китайские источники на английском языке заявляют о быстром прогрессе и процветании свободных и счастливых тибетцев, которые были достигнуты благодаря реформам, проведёнными Китаем. Тибетцы, с другой стороны, пишут о китайском геноциде в Тибете, сравнивая китайцев с нацистами. Учёный Уоррен Смит, после пяти месяцев, проведённых в Тибете в 1982 году, в своей книге изображает китайцев как шовинистов, считающих себя выше тибетцев, и утверждает, что китайцы использовали пытки, принуждение и голод, чтобы контролировать население Тибета.
Имеются свидетельства нарушений прав человека, в том числе расстрел на Нангпа-Ла в 2006 году. В Human Rights Watch World Report 2008: Events in China 2007 говорится о массовых и многочисленных случаях репрессий против простых граждан, монахов, монахинь и даже детей в попытке подавить предполагаемый «сепаратизм». В этом отчёте примечательно, что большинство случаев нарушения прав тибетцев зафиксировано не в Тибетском автономном районе, а в тибетских районах других провинций Китая, таких как Ганьсу, Сычуань, Юньнань и Цинхай.

### Тибетско-мусульманское насилие
Большинство мусульман Тибета — хуэй, хотя имеются и тибетцы-мусульмане (тибетоязычное мусульманское меньшинство каче). Вражда между тибетцами и мусульманами во многом проистекает из правления военными правителя Ма Буфана в Цинхае (восстание голоков (1917—1949) и китайско-тибетская война). В 1936 году, после того как генерал-губернатор Синьцзяна Шэн Шицай изгнал 20 000 казахов в Цинхай, войска хуэй во главе с Ма Буфаном почти полностью вырезали их. Более 7000 казахов бежали из северного Синьцзяна в Тибетское нагорье (через Ганьсу), что вызвало беспорядки. Ма Буфан отправил казахов на пастбища в Цинхае, но хуэй, тибетцы и казахи в этом регионе продолжали враждовать.
В 1949 году коммунисты положили конец насилию между тибетцами и мусульманами. Однако в XXI веке вновь вспыхнули беспорядки между мусульманами и тибетцами. В первой половине 2000-х годов были зафиксированы десятки столкновений между тибетцами и мусульманами в провинциях Сычуань, Ганьсу и Цинхай, а также в Тибетском автономном районе. В 2006 году в столице Тибета произошли крупные беспорядки, спровоцированные тем, что мусульман в своих ресторанах якобы готовят человечину. Нападениям подверглись главная мечеть Лхасы, а также магазины и рестораны в мусульманском квартале, многие из которых были разрушены. После этого часть тибетских хуэй уехали, многие мусульмане перестали носить традиционные головные уборы и стали тайно молиться. У китайскоязычных хуэй также есть проблемы с тибетскими мусульманами. В 2008 году в Тибете вспыхнули массовые антикитайские протесты, жертвой которых, в том числе, стали и хуэй, многие из них подверглись нападениям, а главная мечеть в Лхасе была сожжена.
Тибетские изгнанники и иностранные ученые упускают из виду межконфессиональное насилие между тибетскими буддистами и мусульманами. Большинство тибетцев положительно относились к войнам в Афганистане и Ираке после терактов 11 сентября, а антимусульманские настроения привели к бойкоту предприятий, принадлежащих мусульманам. Некоторые тибетские буддисты считают, что мусульмане кремируют своих имамов и используют пепел для обращения тибетцев в ислам, заставляя тибетцев вдыхать его, хотя они сами часто выступают против организации мусульманских кладбищ. Нередко тибетцы нападают на хуэй, чтобы показать антиправительственные настроения и из-за враждебного фона со времен правления Ма Буфана; также они возмущены предполагаемым экономическим господством хуэй.

## Геноцид монголов
КПК обвиняют в китаизации монгольского меньшинства путём постепенной замены монгольского языка китайским. Критики называют это культурным геноцидом.
В 2020 году во Внутренней Монголии прошли акции протесты, вызванные реформой учебной программы этнических школ. Реформа, состоящая из двух частей, заменяет монгольский язык в качестве средства обучения китайским языком по трём предметам и заменяет три региональных учебника, напечатанных монгольским шрифтом, общенациональными учебниками на китайском языке под редакцией Министерства образования. В более широком плане противодействие изменению учебной программы было вызвано упадком регионального языкового образования в Китае.
20 сентября 2020 года до 5000 этнических монголов были арестованы во Внутренней Монголии за протест против политики, запрещающей их кочевой скотоводческий образ жизни. Директор Южно-монгольского информационного центра по правам человека (SMHRIC) Энгебату Тогочог назвал это «культурным геноцидом» со стороны КПК. Две трети из 6 миллионов этнических монголов ведут кочевой образ жизни, практикуемый на протяжении тысячелетий.
В октябре 2020 года правительство Китая обратилось к Историческому музею Нанта во Франции с просьбой не использовать слова «Чингисхан» и «Монголия» в выставочном проекте, посвящённом истории Чингисхана и Монгольской империи, организованной в партнёрстве с Музеем Внутренней Монголии в Хух-Хото (Китай). В ответ французы отказались от проведения выставки, а директор музея Бертран Гийе охарактеризовал обращение китайских властей как «Тенденциозные элементы переписывания, направленные на полное устранение монгольской истории и культуры в пользу нового национального нарратива».

## Геноцид других этнических меньшинств

### Дискриминация африканцев и лиц африканского происхождения
Сообщения о случаях дискриминации африканцев в Китае появились в иностранных СМИ с 1970-х годов. Китайское правительство постоянно оказывает помощь дружественным африканским странам, включая получение образования для африканских студентов. Ученый Барри Саутман считает, что напряжённость между африканскими и китайскими студентами обострилась с 1970-х годов из-за отсутствия взаимодействия между двумя группами, расистских замечаний, сделанных китайскими СМИ, а также увеличения числа расистских нападок и оскорблений со стороны китайских студентов. Обнародованными случаями дискриминации африканцев стали антиафриканские протесты в Нанкине в 1988 году и студенческие протесты в Пекине в 1989 году в ответ на то, что африканец встречается с китаянкой. Действия полиции против африканцев в Гуанчжоу также были признаны дискриминационными. В 2009 году сообщения китайских СМИ о том, что в Китае может проживать около 200 000 нелегальных африканских иммигрантов, спровоцировали расистские атаки в Интернете против африканцев и афрокитайцев. В 2017 году музей в Ухане был осуждён за сравнение африканцев с дикими животными. В 2018 году новогодний гала-концерт CCTV вызвал споры из-за выступлений актёров с «чёрным лицом» и изображения африканцев как покорных сторонников Китая. Во время новогоднего гала-концерта CCTV в 2021 году китайские актёры снова использовали блэкфейс; министр иностранных дел Китая отрицал, что выступление было расистским.
Сообщения о расизме в Китае в отношении африканцев и чернокожих иностранцев африканского происхождения увеличились во время пандемии COVID-19 в материковом Китае. Чёрные иностранцы не из Африки также сталкиваются с расизмом и дискриминацией в Китае. В ответ на критику дискриминации африканцев в Китае, связанную с COVID-19, китайские власти создали горячую линию для иностранных граждан и опубликовали меры, препятствующие предприятиям и арендодателям в Гуанчжоу отказывать людям по признаку расы или национальности. Представитель МИД Чжао Лицзянь заявил о политике «нулевой толерантности» к дискриминации. CNN заявила, что это утверждение игнорирует многолетнюю историю расизма и дискриминации африканцев в Китае, которая предшествовала пандемии COVID-19.
По данным BBC News в 2020 году, многие люди в Китае выразили солидарность с движением Black Lives Matter. Сообщается, что протесты после убийства Джорджа Флойда вызвали в Китае разговоры о расовых проблемах, которые иначе не произошли бы в стране, включая отношение к собственным меньшинствам Во время карантина в Шанхае в 2022 году вирусные видеоролики местного производства, на которых африканцы выкрикивают по сценарию положительные пожелания китайской аудитории, подверглись критике как стереотипные и даже бесчеловечные.
С 2008 года сообщалось, что многие африканцы столкнулись с расизмом в Гонконге, например, подвергались унизительным обыскам полиции на улице, их избегали в общественном транспорте и блокировали вход в бары и клубы.

### Дискриминация выходцев из Южной Азии
Поступали сообщения о широко распространённой в Гонконге дискриминации южноазиатских меньшинств в вопросах жилья, занятости, коммунальных услуг и проверок со стороны полиции. Опрос 2001 года показал, что 82 % респондентов из числа представителей этнических меньшинств заявили, что подвергались дискриминации в магазинах, рынках и ресторанах Гонконга. Опрос 2020 года показал, что более 90 % респондентов из числа этнических меньшинств сталкивались с той или иной формой жилищной дискриминации. Иностранцы-домработники, в основном выходцы из Южной Азии, подвергались риску принудительного труда, некачественного жилья, словесного, физического или сексуального насилия со стороны работодателей. Опрос, проведённый Центром правосудия Гонконга в 2016 году, показал, что 17 % домработников-мигрантов были вовлечены в принудительный труд, а 94,6 % имели признаки эксплуатации.
Сообщается, что филиппинские женщины в Гонконге часто воспринимаются как неразборчивые в связях, неуважительные и не умеющие себя контролировать. Сообщения о расистских оскорблениях со стороны гонконгских болельщиков на футбольном матче 2013 года с филиппинской командой стали известны после того, как негативный имидж Филиппин усилился после захвата автобуса с туристами из Гонконга в Маниле в 2010 году. В 2014 году реклама страховки, а также школьный учебник вызвали споры из-за предполагаемых расовых стереотипов в отношении филиппинских горничных.
Некоторые пакистанцы в 2013 году сообщили о банках, запрещающих им открывать счета, потому что они приехали из «террористической страны», а также о том, что местные жители рядом с ними закрывают рот, думая, что они пахнут, находят бороду уродливой или стереотипно представляют их как мошеннически требующих социальных пособий. Опрос пакистанских и непальских строителей в Гонконге, проведённый в 2014 году, показал, что дискриминация и преследование со стороны местных коллег приводили к предполагаемому психическому стрессу, физическому ухудшению здоровья и снижению производительности.
Южноазиатские меньшинства в Гонконге столкнулись с усилением ксенофобии во время пандемии COVID-19, в частности, СМИ обвиняли их в распространении вируса.

### Отношение к белым людям
Los Angeles Times и Vice Media писали, что в Китае предпочитают учиться английскому языку у белых. В 2014 году в статье бывшего учителя английского языка из Нинбо на сайте Media Diversified утверждалось, что индустрия преподавания английского языка во многом несёт ответственность за «рисование образа „хорошего английского [языка]“ как области, зарезервированной для белых людей», и подчеркивалась необходимость в более разнообразном персонале.

## Международная реакция
Хотя многие за пределами Китая знают о нарушении прав человека в отношении уйгуров и тибетцев, мало кто хорошо осведомлен о бедственном положении монголов. К примеру, петиция Save Education in Inner Mongolia на сайте Change.org за два года набрала менее 38 000 подписей. В 2020 году президент США Дональд Трамп подписал принятые Конгрессом законы Uyghur Human Rights Policy Act и Tibetan Policy and Support Act. Группа активистов-эмигрантов из Внутренней Монголии, базирующаяся в Японии, написала открытое письмо к Конгрессу США с просьбой сделать то же самое для монголов.
Большая часть мира осудила геноцид уйгуров Китаем. В январе 2021 года госсекретарь США Майк Помпео назвал политику Китай в отношении уйгуров преступлениями против человечности и геноцидом, что сделало США первой страной, применившей эти термины к действиям китайского правительства. Президент США Джо Байден использовал термин геноцид для обозначения злоупотреблений Китая во время предвыборной кампании, а госсекретарь Энтони Блинкен подтвердил заявление своего предшественника Помпео.
Япония близкий союзник США, но обычно опасается злить Китай, своего крупнейшего торгового партнёра. Так, в марте 2021 года Япония не присоединилась к США и нескольким другим странам и не стала вводить санкции в отношении Китая из-за его репрессий в против уйгуров. Однако в апреле 2021 года министр иностранных дел Японии Тосимицу Мотэги во время полуторачасового телефонного разговора с министром иностранных дел Китая Ван И призвал своего китайского коллегу принять меры для улучшения положения с правами уйгуров. Южная Корея, дипломатически зажатая между своим близким союзником, которым являются США, и экономическим торговым партнёром, которым является Китай, хранит молчание в отношении Синьцзяна.